# Mongolodectes alashanicus
Mongolodectes alashanicus är en insektsart som beskrevs av Bei-bienko 1951. Mongolodectes alashanicus ingår i släktet Mongolodectes och familjen vårtbitare. Inga underarter finns listade i Catalogue of Life.